# Jozef Branecký
Jozef Branecký (ur. 31 marca 1882 w Skalicy, zm. 14 listopada 1962 w Pezinoku) – słowacki powieściopisarz, dramaturg i teolog.
Wychowywał się w rzemieślniczej rodzinie. W 1907 ukończył teologię i filologię klasyczną w Budapeszcie. W 1917 został wybrany rektorem trenczyńskiego gimnazjum, od 1932 prowincjał pijarów na Słowacji.
Na temat jego twórczości powstała monografia I. Kotvana Jozef Branecký (1882–1962), Trenczyn 1942.

## Ważniejsze utwory
- Vianoce chudobneho žaka (1919)
- Zo stareho Trenčina (1926)
- Frater Johannes (1929)
- Ked' rumy ožiju (1931–1932)
- Pribinove vrby (1941)
- Alexander a Alexandra (1948)